# Eric Enstrom
Eric Enstrom (1875 poblíž Mory, Švédsko - 16. listopadu 1968 v Grand Rapids, Minnesota , USA, poté, co odešel do důchodu do Coleraine) byl americký fotograf. Je známý svou fotografií z roku 1918, na které je zobrazen Charles Wilden z Bovey v Minnesotě. Fotografie je známá jako Grace a zobrazuje Wildena jak odříkává modlitbu nad obyčejným jídlem. V roce 2002 byla Grace označena za státní fotografii Minnesoty.

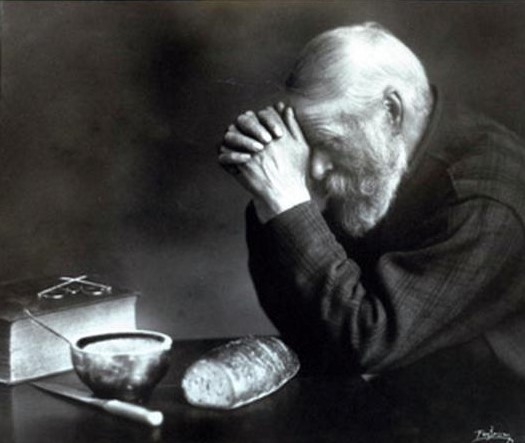
Eric Enstrom: Grace, 1918